# منطقه اقتصادی مثلث غربی
منطقه اقتصادی مثلث غربی یک منطقه اقتصادی است که توسط دولت چین مشخص شده‌است شامل چنگدو، چونگ کینگ و شیان. منطقه اقتصادی مثلث غربی که به عنوان بخشی از استراتژی توسعه غربی چین ایجاد شده‌است، نزدیک به ۴۰٪ از تولید ناخالص داخلی چین  را به خود اختصاص می‌دهد. علاوه بر این، چونگ کینگ یکی از پنج شهر ملی مرکزی چین است، در حالی که هر دو شهر چنگدو و شیان شهرهای مرکزی منطقه ای هستند.
اقتصاد هر سه شهر بسیار توسعه یافته‌است و به عنوان مکانهای جذاب سرمایه‌گذاری در داخل چین فعالیت می‌کنند. بسیاری از شرکتهای بزرگ بین‌المللی دارای کارخانه یا شعبه در این منطقه هستند از جمله مایکروسافت، فورد موتور، سیتی گروپ و بیش از ۲۰۰ شرکت دیگر از ۵۰۰شرکت بزرگ دنیا (Fortune 500)!
به‌طور کلی، این منطقه ۱۱۸ میلیون نفر جمعیت دارد و ۲۲۰ هزار کیلومتر مربع را در بر می‌گیرد. بزرگراه‌های اصلی و راه‌آهن‌های مختلفی از این منطقه عبور می‌کنند و هر سه شهر دارای فرودگاه بین‌المللی بزرگی هستند.

## تشکیل
ایجاد منطقه در ابتدا توسط بخش چونگ کینگ در سال ۲۰۰۹ به عنوان بخشی از دوازدهمین برنامه ۵ ساله چین پیشنهاد شد. شیان و چنگدو با این پیشنهاد موافقت کردند.
در سپتامبر ۲۰۰۹، این پیشنهاد به کمیسیون توسعه و اصلاحات ملی ارسال شد.
ایجاد چنین منطقه اقتصادی خدمت شایانی به سیاست توسعه غربی چین می‌کند. امید بود که ادغام سه شهر بزرگ در یک منطقه، توسعه سایر مناطق در غرب چین را تسریع کند.
به‌طور سنتی، غرب چین از نظر اقتصادی ضعیف تر بوده‌است، زیرا نوید بازده کمتری به سرمایه گذاران نسبت به رقبای شرقی خود می‌دهد. بنابراین، سیاست توسعه غربی چین با هدف جذب سرمایه‌گذاری خارجی انجام شد. این کار با ایجاد یک محیط سرمایه‌گذاری پایدار از طریق ایجاد زیرساخت‌ها انجام می‌شد. ایجاد منطقه اقتصادی جدید باعث ترغیب همکاری بین شهرها می‌شود و این امر منجر به پیشرفت بیشتر خواهد شد.
این برنامه برای برخی از پروژه‌های توسعه غربی در مقطعی موفقیت‌آمیز بود، زیرا آمارها نشان از رشد قابل توجه سرمایه‌گذاری خارجی در مناطق غربی داشت. با این حال، میزان پیشرفت در همه مناطق مساوی نبود، بخشی از آن به دلیل ایجاد منطقه اقتصادی مثلث غربی باعث توسعه زیادی در چنگدو، چونگ کینگ و شیان شد، اما از سرعت توسعه در دیگر مناطق غرب کم کرد. به عنوان مثال، در حالی که سرمایه‌گذاری مستقیم خارجی در چونگ کینگ رشد کرد، سرمایه‌گذاری خارجی در شهرهای دیگر چین غربی مانند گوئیژو، گوان‌گشی و نینگ‌شیا کاهش چشمگیری داشت و به ترتیب در حدود ۱۹٫۷۱ دلار، ۲۵۰٫۹۶ میلیون دلار و ۳۴٫۵۴ میلیون دلار افت کرد.
استراتژی دولت فدرال هم درمثلث غربی و هم به‌طور کلی در چین غربی، تأمین مقادیر زیادی سرمایه مالی به منظور ساخت یک پایگاه صنعتی و زیربنایی است که در این صورت سرمایه‌گذاری خارجی جذب خواهد شد. مناطقی که دولت سرمایه‌گذاری‌های زیادی را در آن انجام داده‌است شامل زیرساخت‌ها، جذب سرمایه‌گذاری‌های خارجی، حفاظت از محیط زیست، آموزش و پرورش و حفظ استعدادهای جاری در استانهای ثروتمندتر یا کشورهای خارجی است. به‌طور کلی بیش از ۱ تریلیون رنمینبی (RMB)برای غرب هزینه شده‌است.

## اقتصاد

### چنگدو

نقشه چنگدو که زیرساخت‌ها و کاربری زمین را نشان می‌دهد، این نقشه توسط سیا در سال ۱۹۸۹ ساخته شده‌است. حدوداً نیمی از اندازه فعلی شهر.

چنگدو به‌طور رسمی در چین غربی به عنوان مرکز لجستیک، تجارت، مالی، علوم و فناوری و همچنین قطب حمل و نقل و ارتباطات غربی تعیین شده‌است. همچنین پایگاه مهمی برای تولید و کشاورزی است. این شهر، شهری بسیار رقابت پذیر از نظر اقتصادی در چین است. طبق یک گزارش تایوانی، چنگدو دومین شهر جذاب برای تجارت در چین است و گزارش بررسی سال ۲۰۰۷ بانک جهانی در مورد محیط‌های سرمایه‌گذاری جهانی، چنگدو را «یک شهر محک برای محیط‌های سرمایه‌گذاری در داخل چین» اعلام کرد. شرکت‌های مهم محلی شامل شرکت چغندرقند و شراب شرکت آموزشی ویبولیتین، گروه غذایی چنگدو، شرکت پزشکی سیچوان، آموزشی ویبولیتین، چنگدو اتومبیل با مسئولیت محدود و غیره که از صنایع غذایی، پزشکی، ماشین آلات و صنایع فناوری اطلاعات پشتیبانی می‌کنند.
بسیاری از شرکت‌ها در چنگدو سرمایه‌گذاری کرده‌اند. در میان ۵۰۰ شرکت بزرگ جهان، ۱۳۳ شرکت از آنها دارای شرکت‌های تابع یا شعبه در چنگدو هستند. این شرکت‌ها شامل اینتل، سیسکو، سونی و تویوتا که دارای پایه‌های مونتاژ و تولید هستند. همچنین موتورولا، اریکسون و مایکروسافت دارای مراکز تحقیق و توسعه در چنگدو هستند.
مهمترین صنعت چنگدو فناوری اطلاعات است و مدتهاست که به عنوان پایگاه ملی الکترونیک و صنعت فناوری اطلاعات(IT)تاسیس شده‌است. چنگدو به عنوان یکی از ۸ مرکز ارتباط اصلی چین، گره شبکه ارتباطات فیبر نوری در سراسر کشور است.
علاوه بر این، چنگدو همچنین بسیاری از شرکتهای بزرگ جهانی دیگر از جمله سیتی گروپ، اچ‌اس‌بی‌سی، بانک استاندارد چارترد، ای‌بی‌ان آمرو، بی‌ان‌پی پاریبا، جی‌پی‌مورگان چیس و بانک توکیو-میتسوبیشی یواف‌جی ال‌تی‌دی را در بخش بانکی جذب کرده‌است. پیش‌بینی می‌شود تا سال ۲۰۱۲ خدمات مالی با ارزش افزوده ۱۴ درصد از صنعت خدمات ارزش افزوده و ۷ درصد تولید ناخالص داخلی منطقه را تشکیل دهند. پیش‌بینی می‌شود تا سال ۲۰۱۵، این آمار به ترتیب به ۱۸٪ و ۹٪ برسد.

### چونگ کینگ

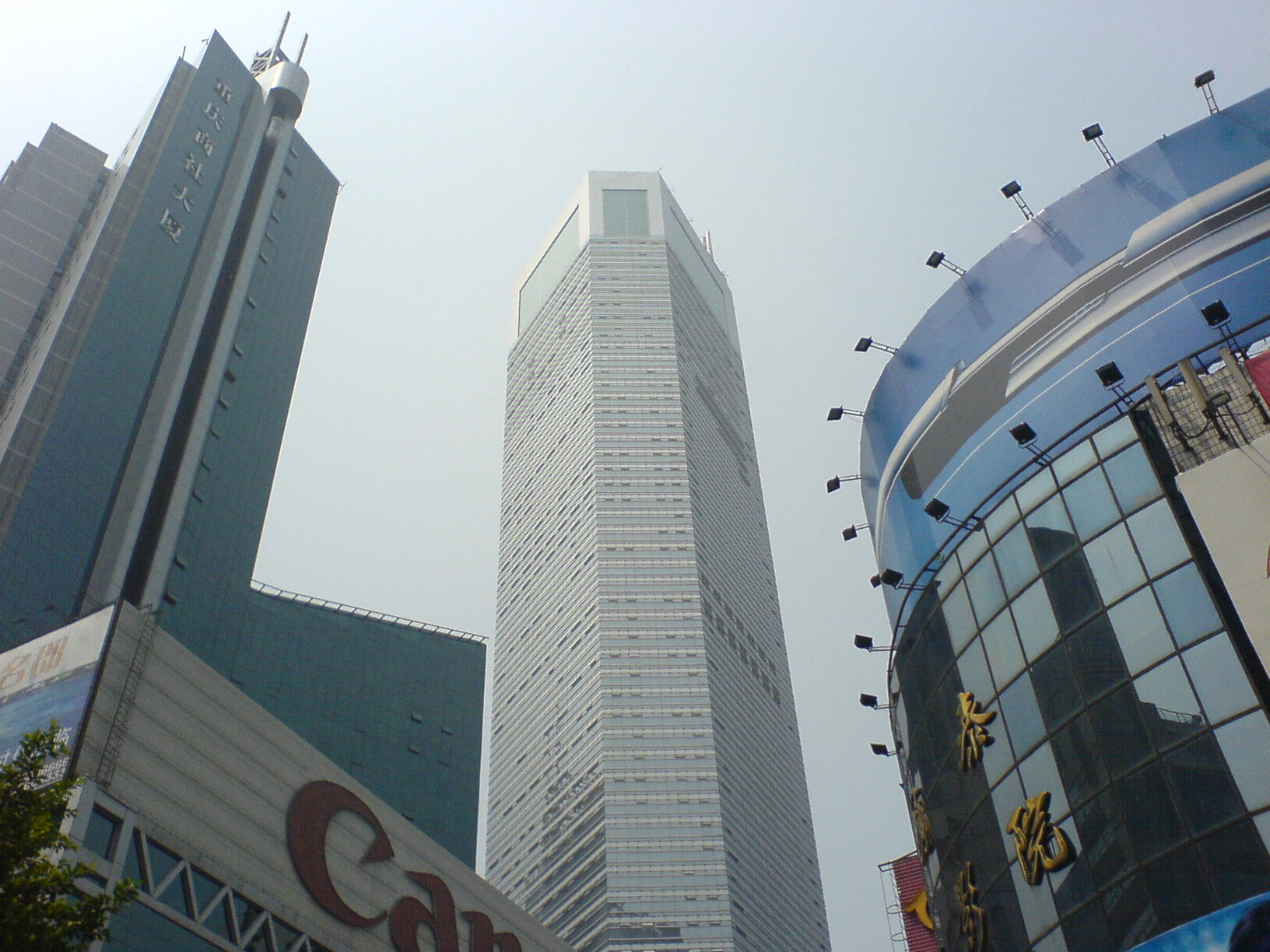
آسمان خراش‌های تجاری و ساختمانهای مرتفع در اطراف بنای آزادی در مرکز شهر چونگ کینگ.

چونگ کینگ از استان سیچوان جدا شد و در مارس ۱۹۹۷ به یک شهرداری در سطح استان تبدیل شد. به منظور سرعت بخشیدن به توسعه آن. همچنین امید می‌رفت مناطق نسبتاً فقیرنشین غربی چین نیز توسعه یابد.
چونگ کینگ یک منطقه صنعتی مهم در غرب چین است، با این حال این شهر به سرعت در حال گسترش شهرنشینی است. به عنوان مثال، ساخت و سازهای جدید روزانه حدود ۱۳۷٬۰۰۰ متر مربع (۱٫۵ میلیون فوت مربع) به فضای زمین قابل استفاده اضافه می‌کند تا تقاضا و نیازهای مسکونی، تجاری و کارخانه را برآورده سازد. رفت‌وآمد به داخل شهر روزانه بیش از ۱۳۰۰ نفر است که این موضوع باعث تقویت اقتصاد به اندازه تقریباً ۱۰۰ میلیون یوان می‌شود.
چونگ کینگ با ظرفیت تولید سالانه ۱٫۲ میلیون اتومبیل، ۱۵٪ از کل تولید چین را تولید می‌کند. چانگان موتورز (چهارمین خودروساز بزرگ چین)، گروه لیفان و شرکت فورد موتور همگی در این شهر اتومبیل تولید می‌کنند که غول خودروسازی آمریکا دارای ۳ کارخانه است.
این شهر همچنین یکی از نه مرکز بزرگ آهن و فلز در چین و یکی از سه تولیدکننده بزرگ آلومینیوم است. تولیدکنندگان مهم شامل شرکت آهن و فولاد چونگ کینگ و آلومینیوم جنوب غربی، بزرگترین کارخانه آلومینیوم آسیا محسوب می‌شوند. صنایع تولیدی از منابع طبیعی فراوانی شامل ذخایر زیادی از زغال سنگ، گاز طبیعی و بیش از ۴۰ نوع ماده معدنی مانند استرانسیوم و منگنز استفاده می‌کنند. ذخایر ذغال سنگ تقریباً ۴٫۸ میلیارد تن است، همچنین میدان گازی طبیعی چاندونگ بزرگترین میدان گازی داخلی چین با ذخایر حدود ۲۷۰ میلیارد متر مکعب است - بیش از۱/۵ از کل ذخایر گازی چین.
با استاد به یک گزارش تایوانی، چونگ کینگ در بین ده شهر جذاب برای سرمایه‌گذاری قرار گرفت و همچنین یکی از شهرهای ملی مرکزی است.

### شیان

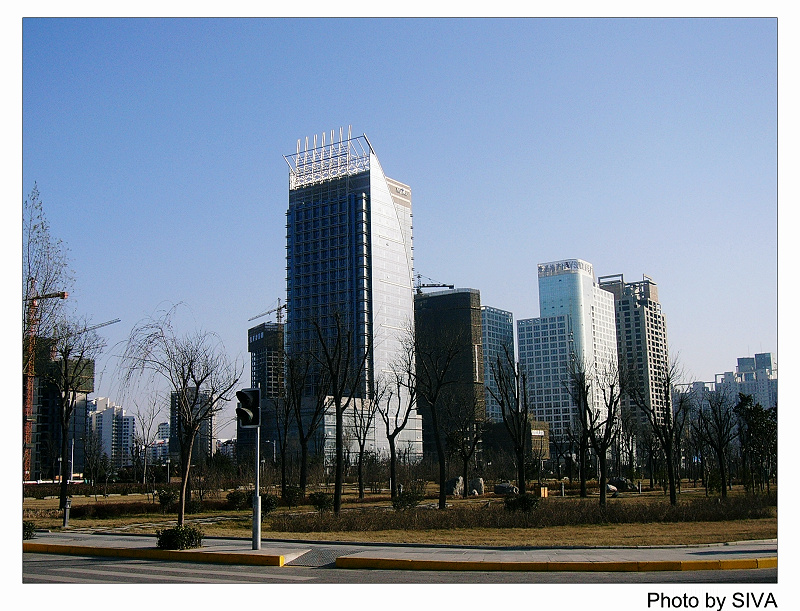
CBD، جاده تانگان، شیان.

شیان بزرگترین اقتصاد استان شانشی است و تولید ناخالص داخلی آن در سال ۲۰۱۰ به اندازه ۳۲۴٫۱ میلیارد یوان است. به‌طور متوسط این مقدار سالانه ۱۴٫۵٪ افزایش می‌یابد، و تقریباً ۴۱٫۸٪ از کل تولید ناخالص داخلی شانشی را تشکیل می‌دهد. حداقل پنجاه و هشت کشور بیش از ۲۵۶۰ شرکت در شیان تأسیس کرده‌اند، از جمله نوزده شرکت از ۵۰۰ شرکت بزرگ دنیا(Fortune 500). اینها شامل گروه آب‌ب، میتسوبیشی، توشیبا، فوجیتسو، کوکا کولا و بوئینگ است. به عنوان بخشی از سیاست توسعه غربی، شیان به کانون توجه شتاب تبدیل شد. از سال ۱۹۹۷ تا ۲۰۰۶، ارزش تولید صنعتی صنعت خدمات شیان با متوسط نرخ سالانه ۱۳٫۷۴٪ افزایش یافته‌است که نشان دهنده رشد از ۸٫۱۱۳ میلیارد دلار به ۲۵٫۸۵ میلیارد دلار است.
همچنین شیان با داشتن بیش از ۸۰۰ شرکت در صنعت، یکی از نخستین شهرهای خدمات برون سپاری در چین است. ارزش خروجی شهر از این بخش در سال ۲۰۰۸ از ۲۳ میلیارد رنمینبی فراتر رفته‌است. اشتغال در این بخش از سال ۱۹۹۷ تا ۲۰۰۶ دو برابر شده‌است، از پایگاه ۶۰۰۰۰ و مشاوره رایانه نیز از ۱۶۰۰۰ به ۳۲۰۰۰ رسیده‌است. در نتیجه اهمیت صنعت نرم‌افزارهای برون سپاری، این شهر ساخت یک شهر جدید نرم‌افزاری را که قرار بود در سال ۲۰۱۵ با سرمایه‌گذاری ۳۰ میلیارد یوان تکمیل شود، برنامه‌ریزی کرد. سایر کالاهای عمده صادراتی شامل تجهیزات روشنایی و قطعات خودرو است، در حالی که عمده کالاهای وارداتی آن محصولات مکانیکی و برقی است. در سطح بین‌المللی، بزرگترین شریک تجاری شیان ایالات متحده است.
سایر صنایع مهم شامل تولید تجهیزات و گردشگری است. صنعت تولیدی دارای تولید سالانه ۳۶٫۵ میلیارد یوان است که ۴۴٫۵٪ از تولید کل شهر را به خود اختصاص داده‌است. علاوه بر این، به عنوان یکی از چهار پایتخت باستانی چین، بسیاری از اماکن فرهنگی شیان، از جمله ارتش ترااکوتا، دیوار شهر شیان و معبد فامن، گردشگری را نیز به یک صنعت مهم تبدیل کرده‌است. در سال ۲۰۱۰، ۵۲ میلیون گردشگر داخلی از شیان بازدید کردند و باعث ایجاد درآمد کلی ۴۰٫۵۲ میلیارد رنمینبی شدند. به‌طور متوسط، درآمد سالانه حدود ۳۶٫۴ درصد افزایش می‌یابد، و همچنین درآمد ارزی (۵۳۰ میلیون در سال ۲۰۰۹) نیز حدود ۳۵٫۸ درصد افزایش می‌یابد.

## دولت

### چنگدو
شهر چنگدو پایتخت استان سیچوان است و از نظر اداری زیر استان است. چنگدو شامل ۹ منطقه، ۴ شهر در سطح شهرستان و ۶ روستا است. شهردار هی هانگلین است، و دبیر کمیته CPC (که قدرتمندتر از شهردار محسوب می‌شود) هوانگ زینگچو است.

### چونگ کینگ
چونگ کینگ یکی از شهرهای اصلی جنوب غربی چین است که یکی از شهرهای ملی مرکزی چین و از این نظر تنها شهر در غرب کشور چین است. به این ترتیب، در سال ۱۹۹۷، چونگ کینگ از استان سیچوان جدا شد و به یک شهرداری در سطح استان تبدیل شد، چهارمین شهر در چین پس از پکن، تیانجین و شانگهای. شهردار چونگ کینگ هوانگ کیفان است، و دبیر کمیته CPC نیز Sun Zhengcai است. شهرداری چونگ کینگ شامل ۱۹ منطقه، ۱۹ شهرستان و ۱۲۵۹ شهر، شهرک و بخش است.

### شیان
شیان مرکز استان شانشی است و از نظر اداری زیر استان است. علاوه بر این، از زمان‌های قدیم، هنگامی که به چانگ‌آن معروف بود، به عنوان پایتخت بسیاری از سلسله‌ها انتخاب می‌شد. شهردار شیان دونگ جون و دبیر کمیته CPC نیز سان سانینگ‌یان است.

## حمل و نقل

### هوایی
فرودگاه‌های اصلی شامل موارد زیر است:
- فرودگاه بین‌المللی چونگ کینگ جیانگبی
- فرودگاه بین‌المللی چنگدو شوانگلیو
- فرودگاه بین‌المللی شیان شیان‌یانگ
- فرودگاه بین‌المللی چنگدو تیانفو (U / C)

### زمینی
بزرگراه‌های اصلی که از منطقه اقتصادی مثلث غربی عبور می‌کنند شامل موارد زیر است:
- بزرگراه سیچوان-تبت
- بزرگراه ملی چین ۰۵۵
- بزرگراه ملی چین ۲۱۳
- بزرگراه ملی چین ۳۱۷
- بزرگراه ملی چین ۳۱۸
- بزرگراه ملی چین ۳۱۹
- بزرگراه ملی چین ۳۲۱
- بزرگراه ملی چین ۲۱۰
- بزرگراه ملی چین ۲۱۲
- بزرگراه چونگ کینگ-چنگدو
- بزرگراه چونگ کینگ-داژو-شیان
- بزرگراه ملی چین ۲۱۰
- بزرگراه ملی چین ۲۱۱
- بزرگراه ملی چین ۳۱۲

### حمل و نقل ریلی
ایستگاه‌ها شامل:
- ایستگاه راه‌آهن شیان
- ایستگاه راه‌آهن شیان شمالی
- ایستگاه راه‌آهن چنگدو
- ایستگاه راه‌آهن چنگدو شرقی
- ایستگاه راه‌آهن چونگ کینگ
- ایستگاه راه‌آهن چونگ کینگ شمالی
- ایستگاه راه‌آهن شاپینگ‌با

خطوط ریلی اصلی شامل موارد زیر است:
- راه‌آهن پر سرعت ژنگژو-شیان
- راه‌آهن مسافر داتونگ-شیان
- راه‌آهن پر سرعت شیان-بائوجی
- راه‌آهن پر سرعت شیان-چنگدو
- راه‌آهن پر سرعت چنگدو-چونگ کینگ
- راه‌آهن پر سرعت چنگدو-دوجیانگان
- راه‌آهن چونگ کینگ-گویانگ
- راه‌آهن چونگ کینگ-شیان‌یانگ
- راه‌آهن چونگ کینگ-هوآویوا
- راه‌آهن چونگ کینگ
- راه‌آهن چونگ کینگ-لیچوان
- راه‌آهن چونگ کینگ-لانژو

## آمار
این منطقه ۲۲۰٬۰۰۰ کیلومتر مربع را اشغال کرده و ۱۱۸ میلیون نفر جمعیت دارد که نزدیک به ۴۰٪ از تولید ناخالص داخلی چین غربی را شامل می‌شود.
| شهر       | محدوده اداری     | جمعیت شهر | تولید ناخالص ملی   | نرخ رشد تولید ناخالص داخلی سالانه |
| --------- | ---------------- | --------- | ------------------ | --------------------------------- |
| چنگدو     | ۱۲٬۱۳۲ کیلومتر 2 | ۴٬۲۶۶،000 | ۸۱۳٫۸۹ میلیارد RMB | ۱۳٪                               |
| چونگ کینگ | ۸۲٬۴۰۱ کیلومتر 2 | ۶٬۶۹۰٬۰۰۰ | ۱٬۱۴۶ میلیارد RMB  | ۱۳٫۶٪                             |
| شیان      | ۹۹۸۳ کیلومتر 2   | ۴٬۱۷۸٬۰۰۰ | ۳۸۶٫۴ میلیارد RMB  | ۲۴٪                               |

جدول بالا برای منطقه اداری چونگ کینگ شامل کل شهر چونگ کینگ است در حالی که جمعیت شهر فقط مناطق شهری را تشکیل می‌دهد که چونگ کینگ را تشکیل می‌دهند؛ بنابراین جمعیت منطقه اداری نشان داده شده به میزان قابل توجهی بیشتر خواهد بود. این راجع به چنگدو هم صدق می‌کند.